# زوجي بلا ربان (التجديف)

رمز زوجي بلا ربان

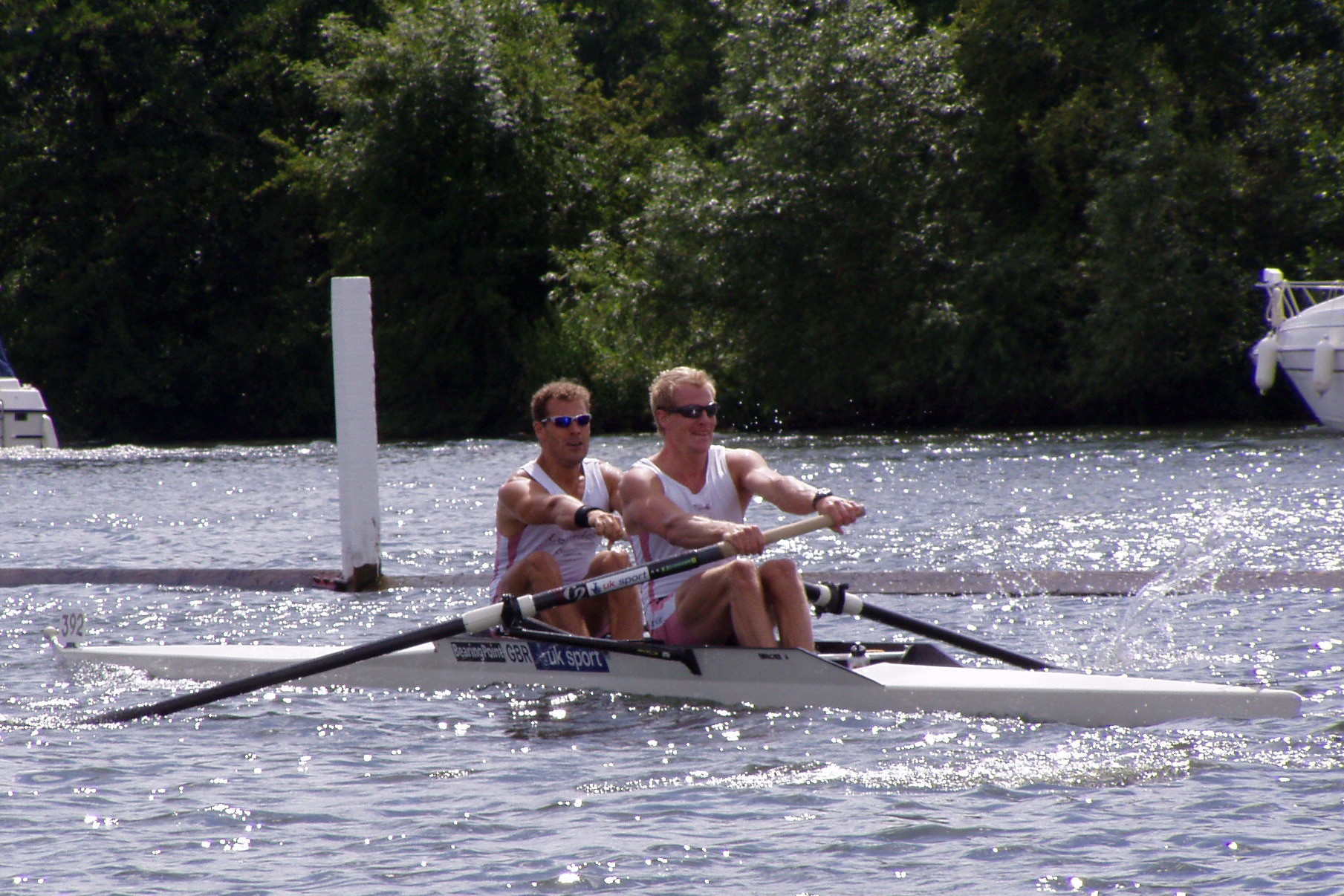
زوجي بلا ربان هو قارب بمجدافين متبادلين. المجدف على يسار الصورة أو مقدمة القارب. هو يجدف "الميمنة". المجدف الموجود على يمين الصورة والأقرب من مؤخرة القارب يقوم بالتجديف "الميسرة".

زوجي بلا ربان هو قارب تجديف يستخدم في رياضة التجديف التنافسي. وهو مصمم لاثنين من المجدفين الذين يدفعان القارب بمجاديف متبادلة غير متماثلة.
يتكون الطاقم من زوج من المجدفين، لكل منهما مجداف واحد، واحد من المجاديف على الجانب الأيمن والآخر الجانب الأيسر. كما يوحي الاسم لا يوجد ربان على مثل هذا القارب، ويجب على المجدفين تنسيق التوجيه والتوقيت المناسب لضربات المجذاف فيما بينهم أو عن طريق تثبيت توجيه من أحد المجدفين من خلال مقود يسير بالأقدام. يشار إلى القارب المكافئ عندما يتم توجيهه بواسطة ربان باسم «زوجي مع ربان».
قوارب السباق (تسمى غالبًا بالإنجليزية "shells" بمعنى أصداف) طويلة وضيقة وبشكل عام شبه دائرية في المقطع العرضي لتقليل الاحتكاك. أساسا كانت القوارب تصنع من الخشب، إلى انه حديثا غالبا ما تصنع من مادة مركبة (عادةً من البلاستيك المقوى بألياف الكربون) لمزايا القوة والوزن. هذه الفئة من القوارب لها زعنفة باتجاه الخلف، للمساعدة في منع التدحرج والانعراج. يتم توزيع مثبتتات المجاديف بالتناوب على طول القارب بحيث تنطبق القوى بشكل غير متماثل على كل جانب من جوانب القارب.
غالبًا ما يُعتبر زوجي بلا ربان أكثر القوارب صعوبة في التجديف، حيث يجب على كل مجدف موازنة جانبه / جانبها بالتعاون مع الآخر، وتطبيق قوة متساوية، والدفع واستخراج المجداف من الماء في وقت واحد من أجل تحريك القارب بكفاءة. فئة تتطلب تقنية وتواصل وخبرة ممتازة.
«زوجي بلا ربان» هو أحد الفئات المعترف بها من قبل الاتحاد الدولي للتجديف ويتم التنافس عليه في الألعاب الأولمبية.